# Rottluff
Rottluff est une ancienne commune d'Allemagne qui a été incorporée le 1er janvier 1929 à la ville de Chemnitz, dans le Land de Saxe.
Rottluff est située à l'ouest de Chemnitz.

## Personnalités liées à Rottluff
Le moulin a été repris en 1883 par Friedrich Schmidt dont l'épouse y donne naissance l'année suivante à un fils, Karl, qui deviendra un peintre expressionniste célèbre et qui accolera à son nom le nom du village et sera connu sous le nom  Karl Schmidt-Rottluff. Le moulin a été reconstruit en 1892 après un incendie.